# Chicago Hope
Chicago Hope is een Amerikaanse ziekenhuisserie die in zes seizoenen liep van 1994 tot 2000 met 141 afleveringen. De serie speelde zich af in het fictieve privéziekenhuis Chicago Hope.
De sterren in de serie Mandy Patinkin als Dr. Jeffrey Geiger, een chirurg die een emotionele lading heeft over de psychiatrische toestand van zijn vrouw, (Kim Greist) die haar zoon had verdronken. Adam Arkin speelt Patinkins collega en beste vriend. Peter MacNicol en Héctor Elizondo treden op als consulent en directeur van het ziekenhuis. Christine Lahti kwam in het tweede seizoen van de serie als de getalenteerde chirurg Dr. Kate Austin het medische team versterken. 
De meeste opnamen voor de serie werden gemaakt bij de studio's van Twentieth Century-Fox Film in Los Angeles.

## Rolbezetting
- Dr. Aaron Shutt (Adam Arkin)
- Dr. Jeffrey Geiger (Mandy Patinkin)
- Alan Birch (Peter MacNicol
- Dr. Phillip Watters (Héctor Elizondo)
- Dr. Kate Austin (Christine Lahti)
- Dr. Jack McNeil (Mark Harmon)
- Dr. Billy Kronk (Peter Berg)
- Dr. Keith Wilkes (Rocky Carroll)
- Dr. Diane Grad (Jayne Brook)
- Dr. Dennis Hancock (Vondie Curtis-Hall)
- Dr. Danny Nyland (Thomas Gibson)
- Dr. Lisa Catera (Stacy Edwards)
- Dr. Robert Yeats (Eric Stoltz)
- Dr. Francesca Alberghetti (Barbara Hershey)
- Dr. Gina Simon (Carla Gugino)
- Dr. Jeremy Hanlon (Lauren Holly)
- Dr. John Sutton (Jamey Sheridan)
- Dr. Arthur Thurmond (E.G. Marshall)
- Angela Giandamenicio (Roma Maffia)
- Nurse Camille Shutt (Roxanne Hart)